# Línea 8 (Metro de Madrid)
La línea 8 del Metro de Madrid es una radial externa de la red que recorre el nordeste de la ciudad, conectando el intercambiador de Nuevos Ministerios con las cuatro terminales del aeropuerto de Barajas. Proporciona servicio principalmente a los distritos de Chamartín, Hortaleza y Barajas. Se trata de una línea de especial relevancia, pues sirve como puerta de entrada para miles de turistas que visitan la capital y como vía de salida para miles de madrileños que viajan a otras ciudades en avión. 
Recorre 16,467 km de vía doble, con un recorrido de aproximadamente 22 minutos en condiciones normales. Cuenta con 8 estaciones cuyos andenes tienen 115 metros de longitud y están diseñados para la circulación de trenes de gálibo ancho. En 2001 se convirtió en la primera línea del metro electrificada a 1500V, tras haberse adaptado las subestaciones eléctricas con el objetivo de permitir la circulación del material de la serie 8000. Debido a la longitud de sus interestaciones y sus radios de curva, los trenes alcanzan la velocidad máxima de 105km/h, hecho que convierte a esta línea en una de las más rápidas. Enlaza con las líneas 4, 6, 9 y 10 de metro y con la red de Cercanías Madrid.
Es, por el momento, la única línea que ha sido cerrada y vuelta a abrir con otro recorrido distinto, ya que en 1982 se inauguró la línea 8 original entre Nuevos Ministerios y Fuencarral, tramo que el 22 de enero de 1998 fue incorporado a la línea 10. Cinco meses y dos días después, el 24 de junio de 1998, reapareció en el tramo Mar de Cristal-Campo de las Naciones (actualmente denominada Feria de Madrid), naciendo entonces la primera parte de la línea 8 que hoy conocemos.

## Historia

### La antigua línea 8
En un proyecto de creación de nuevas líneas de los años 70 se contemplaba, entre otras, la construcción de una línea norte-sur siguiendo el eje Castellana-Recoletos-Prado con origen en Fuencarral y que al sur de la Estación de Atocha se bifurcase, por una parte hacia el Puente de Vallecas y por otra parte hacia Carabanchel. Este tramo hacia Carabanchel es la actual línea 11. De este proyecto se empezó la construcción del tramo entre Fuencarral y los Nuevos Ministerios que se inauguró el 9 de junio de 1982 con motivo de la celebración del mundial de fútbol en España, ya que la línea daba servicio al Estadio Santiago Bernabéu. La estación se llamaba originalmente Lima pero en el mes de diciembre de 1997 se le cambió el nombre por el de Santiago Bernabéu. 
Dadas las dificultades económicas de Metro de Madrid en los años 70 y 80, el resto del proyecto de la original línea 8 se descartó, y en su lugar se habilitó el túnel de vía única que comunicaba la línea 8 con la línea 7. De esta manera, el martes 23 de diciembre de 1986, se inauguró la prolongación de la línea 8 entre Nuevos Ministerios y Avenida de América.
Con el proyecto desarrollado entre 1995 y 1998 de fusionar de las líneas 8 y 10 mediante la construcción de un túnel entre Alonso Martínez y Nuevos Ministerios, se dejó fuera de servicio el tramo Nuevos Ministerios - Avenida de América. Posteriormente, el 10 de diciembre de 1996, se inauguró dicho túnel, tras lo que la línea 8 desapareció para ceder sus infraestructuras a la línea 10. Para hacerlo posible, fue necesario instalar unos salientes en los andenes ya que, desde ese momento, el tramo se comenzó a explotar con trenes de gálibo estrecho.
El 22 de enero de 1998 se produce la prolongación de la línea 10 desde Alonso Martínez a Nuevos Ministerios, continuando desde ésta a la de Fuencarral con la integración de la hasta entonces línea 8 en su trayecto, dejando esta numeración libre para la nueva línea al Aeropuerto que se abriría solo unos meses después. Esto hizo que durante casi 6 meses no existiera en la red ninguna línea 8.

### La línea 8 actual
Desde hacía décadas se llevaban pensando diferentes soluciones para construir un ferrocarril urbano que conectara el centro de la ciudad con el aeropuerto para el transporte de viajeros. Sin embargo, no fue hasta 1995 cuando la idea comenzó a hacerse realidad. La Comunidad de Madrid optó por construir un ferrocarril metropolitano rápido entre Nuevos Ministerios, el aeropuerto y el barrio madrileño de Barajas. Su construcción se llevaría a cabo en dos fases: una primera, enmarcada en el Plan de ampliación del metro de Madrid 1995-1999 para conectar la nueva estación de Mar de Cristal y Barajas y una segunda, dentro del plan 1999-2003, para unir Nuevos Ministerios con Mar de Cristal.
Esta línea se diseñó con parámetros de gálibo ancho (andenes de 115m de longitud y la separación correspondiente entre los mismos) para permitir una mayor oferta de transporte. Además, los túneles más largos (Colombia-Mar de Cristal y Feria de Madrid-Aeropuerto) se planificaron para ser recorridos a velocidades punta superiores a los 100km/h. Como durante la primera fase la nueva línea sólo estaría conectada con la línea 4, a los andenes se les dotó de unos salientes para permitir la explotación con trenes de gálibo estrecho.

#### Primera fase
El 24 de junio de 1998, los Reyes de España inauguraron la actual línea 8 entre Mar de Cristal y Feria de Madrid, entonces llamada Campo de las Naciones. Como anécdota de la inauguración, Metro realizó un vídeomontaje de Alfonso XIII, abuelo de Juan Carlos I y encargado de inaugurar en 1919 la primera línea de metro, estrenando la estación de Mar de Cristal. Este primer tramo del ferrocarril aeroportuario se construyó mediante dos túneles de vía única. Durante los primeros meses de explotación tan sólo se utilizó el túnel norte, mientras se terminaba de poner a punto el otro. Una vez abierto, la línea se operó con un solo tren por túnel, ya que no fue posible hacer el cambio de vía en Campo de las Naciones hasta primavera de 1999.
El 14 de junio de 1999 se inauguró la ampliación de la línea hasta la estación de Aeropuerto, situada entre las terminales 1, 2 y 3 del aeródromo madrileño. 
El 7 de septiembre de 1999 el por entonces presidente de la Comunidad de Madrid, Alberto Ruiz-Gallardón, inauguró el último tramo de la línea previsto en el plan 1995-1999, entre Aeropuerto y Barajas.

#### Segunda fase
Tal y como estaba previsto en el siguiente plan de ampliación del metro, desarrollado entre 1999 y 2003, se contempló la extensión de la línea 8 hasta Nuevos Ministerios desde Mar de Cristal. Como la idea era hacer un ferrocarril rápido, tan sólo se proyectó una parada en la estación de Colombia, pese a que los vecinos de Pinar del Rey exigieron una estación que diera servicio a su barrio.
Para poder explotar la línea en mejores condiciones y no someter las subestaciones eléctricas ni a la catenaria a grandes intensidades, se optó por adquirir 10 trenes de 3 coches cuya tensión de alimentación fuera de 1500Vcc en lugar de los tradicionales 600Vcc. Para poder ponerlos en servicio, fue preciso cerrar al público la línea durante unos 15 días en diciembre de 2001 (cuando ya estaba transitable el túnel entre Colombia y Mar de Cristal) con el objetivo de cambiar la tensión, quitar los salientes de los andenes y probar el nuevo material rodante.
Finalmente, el 21 de mayo de 2002 el por entonces presidente del Gobierno de España, José María Aznar, inauguró esta ampliación. Desde ese momento, además de dejar Nuevos Ministerios a tan sólo 12 minutos del aeropuerto, la estación se convirtió en un punto de facturación de equipajes. Para llegar a los aviones, las maletas se transportaban en contenedores especiales que viajaban en los trenes del metro dentro de un compartimento aislado del público. Sin embargo, el sistema no fue tan exitoso como se preveía, quizás debido a la cercanía del aeropuerto. Además, con la inauguración de la terminal 4 en febrero de 2006 y el traslado de la mayoría de aerolíneas que ofrecían este servicio al nuevo edificio, la facturación en Nuevos Ministerios se cerró de manera «temporal» hasta nuestros días.

#### Pinar del Rey y Aeropuerto T4
Una de las promesas electorales de Esperanza Aguirre, ganadora de las Elecciones autonómicas de 2003, fue construir la tan solicitada estación de Pinar del Rey entre Mar de Cristal y Colombia. Para su construcción fue necesario cerrar dicho tramo durante unos meses del verano de 2006 de tal manera que se pudiera demoler el túnel en condiciones de seguridad. Durante ese período de cierre se inició la ampliación de los 10 trenes de 3 a 4 coches más la incorporación de otras 4 unidades de también 4 coches. 
El 16 de enero de 2007 la presidenta de la Comunidad y el alcalde de Madrid inauguraron la nueva estación, cumpliendo con el sueño de los vecinos.
De manera prácticamente paralela se planificó y construyó la ampliación de la línea hasta la terminal 4 del aeropuerto, tras un fuerte rifirrafe entre la Comunidad de Madrid y el Ministerio de Fomento sobre quién debía costear la construcción del túnel, ya que la estación estaba hecha. Finalmente fue la Comunidad la que, en su papel de encargada de las ampliaciones del metropolitano, se hizo cargo de la obra mediante su concesión a una empresa privada. Es debido a dicha concesión que actualmente es necesario abonar 3,00€ de suplemento para utilizar las dos estaciones con las que cuenta el aeródromo.
Tras la construcción en tiempo récord, el 3 de mayo de 2007 fue inaugurada la extensión de la línea y la estación Aeropuerto fue renombrada a Aeropuerto T1-T2-T3.

#### Actualidad: cierres por obras y Feria de Madrid
Entre el 26 de enero y el 11 de abril de 2017 la línea 8 permaneció cerrada, debido a la remodelación de las vías y rehabilitación de algunos tramos, con un coste de 20 millones de euros. La apertura se produjo una semana antes de lo previsto.
El 26 de junio del mismo año la estación de Campo de las Naciones pasó a llamarse Feria de Madrid para relacionarla con los recintos feriales de IFEMA.
Entre el 13 de febrero y el 28 de mayo de 2022, cerró temporalmente el tramo comprendido entre las estaciones de Colombia y Mar de Cristal, debido a trabajos de renovación y mejora. La EMT estableció un Servicio Especial de autobuses como alternativa para los viajeros.
Con motivo de la Copa Mundial de Fútbol 2030, que se celebrará entre España, Portugal y Marruecos, la Comunidad de Madrid y el Ayuntamiento de la ciudad realizan estudios de viabilidad sobre una segunda estación de Metro para el Estadio Santiago Bernabéu. Dicha estación, perteneciente a la línea 8 entre Nuevos Ministerios y Colombia, situada bajo la Plaza de los Sagrados Corazones, llevaría el nombre de Alfredo di Stéfano y proporcionaría conexión directa entre el estadio y el aeropuerto de Barajas.

## Material móvil

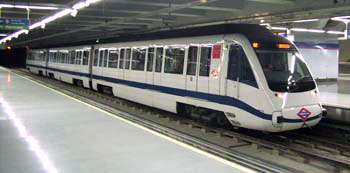
Tren de la serie 8000 en la estación de Colombia.

La primera línea 8 fue siempre explotada por trenes de la serie 5000 de todos los tipos, siendo reemplazados por la serie 2000 en sus últimos días, preparándola para su integración con la línea 10.
Por su parte, la actual inició su servicio con los trenes de la serie 2000. El primer día de funcionamiento, el 24 de junio de 1998, fue una composición de 4 coches del tipo "Burbuja" la encargada de transportar a los viajeros, aunque desde el día siguiente se inició la explotación con los tradicionales del tipo "Panda". En algunos momentos puntuales, en los que era necesario hacer refuerzos por la celebración de ferias especiales en el IFEMA, se llegaron incluso a ver vehículos de los considerados "preserie".
A partir de primeros de 1999, los "Panda" fueron reemplazados por 28 coches del tipo "Burbuja" (concretamente desde el M-2813 al M-2840) construidos específicamente para la línea 8. Su principal diferencia frente a los demás era que dentro tenían pantallas de televisión en las que se mostraban vídeos promocionales del plan de ampliación. Además, desde la extensión hasta el aeropuerto, se les dotó a los trenes de maleteros para facilitar el transporte de equipaje.
Desde diciembre de 2001, son los trenes de la serie 8000 los encargados de prestar servicio en la línea. Originalmente eran 10 composiciones de 3 coches (desde el M-8001 al M-8060) pertenecientes a la subserie 0, cuya diferencia con la subserie 8100, destinada a Metrosur, era que los primeros tenían maleteros. Con la ampliación de 2007 y la apertura de Pinar del Rey, a los 10 trenes se les agregó un cuarto coche y se incorporaron 4 trenes adicionales procedentes de Metrosur (formados por los coches existentes entre el M-8103 y el M-8126), también con un nuevo coche intermedio.
Posteriormente se añadió la segunda subserie de los 8000 a la asignación de la línea, pero solo aquellos de 4 coches .Solo circulan por tanto trenes de 4 coches en la línea 8, siendo la única de galibo ancho que opera exclusivamente trenes de 4 coches(La 10B alterna entre composiciones de 3 y 4 coches).
Además, antes de la inserción del 4.º coche y durante algunas ferias muy demandadas, circulaban trenes en doble composición. También se pudieron ver composiciones de 6 coches durante la JMJ de 2011, en este caso mezclados con trenes de 4 coches habituales. 

## Recorrido

Recorrido de la línea 8.

Debido al carácter exprés de la línea y al hecho de no llegar directamente al centro, la línea carece de demasiadas conexiones con otras. Sin embargo, es ampliamente utilizada por los vecinos de Barajas, Hortaleza y Chamartín para llegar rápidamente a las líneas 6, 10 y a los trenes de Cercanías en Nuevos Ministerios. Conecta con:
- Línea 4 en la estación Mar de Cristal.
- Línea 6 en la estación Nuevos Ministerios.
- Línea 9 en la estación Colombia.
- Línea 10 en la estación Nuevos Ministerios.
- Cercanías Renfe Madrid en las estaciones Nuevos Ministerios y Aeropuerto T4.
- Autobuses interurbanos del corredor 2 en la estación de Barajas, además de haber muchos recorridos transversales que pasan por las estaciones de Feria de Madrid, Aeropuerto T1-T2-T3 y Aeropuerto T4.

## Estaciones
| Estación            | Acc. | Enlaces | Apertura                | Distrito  | Esquema de vías | Notas                                                                      |
| ------------------- | ---- | ------- | ----------------------- | --------- | --------------- | -------------------------------------------------------------------------- |
| Aeropuerto T4       |      |         | 3 de mayo de 2007       | Barajas   |                 |                                                                            |
| Barajas             |      |         | 7 de septiembre de 1999 | Barajas   |                 |                                                                            |
| Aeropuerto T1-T2-T3 |      | ()      | 14 de junio de 1999     | Barajas   |                 | Anteriormente Aeropuerto (1999-2007) Ampliación de línea 5 en construcción |
| Feria de Madrid     |      |         | 24 de junio de 1998     | Barajas   |                 | Anteriormente Campo de las Naciones (1998-2017)                            |
| Mar de Cristal      |      |         | 24 de junio de 1998     | Hortaleza |                 |                                                                            |
| Pinar del Rey       |      |         | 15 de enero de 2007     | Hortaleza |                 |                                                                            |
| Colombia            |      |         | 22 de mayo de 2002      | Chamartín |                 |                                                                            |
| Nuevos Ministerios  |      |         | 22 de mayo de 2002      | Chamartín |                 |                                                                            |

## Particularidades
- Es la primera línea dotada íntegramente de cobertura para telefonía móvil de los principales operadores.
- Es la primera línea que funcionó con una tensión de 1500 V CC
- Tiene la velocidad media más elevada de toda la red, 60 km/h.
- La velocidad máxima alcanzada en esta línea es de 105 km/h, la mayor en toda la red principal.
- La distancia media entre estaciones es mayor que en el resto de las líneas.
- Su construcción se financió parcialmente con fondos de Cohesión de la Unión Europea.
- El tramo Barajas-Aeropuerto T4 se construyó bajo concesión a una empresa privada.
- La estación de Aeropuerto T4 es, junto con Rivas Urbanizaciones, la única de las abiertas desde los años 90 que no está decorada con vítrex.
- Es la primera línea en la que, dentro de los trenes, los mensajes por megafonía de anuncio de paradas se ofrecen también en inglés.

## Proyectos no realizados
Desde la elaboración del proyecto de la línea 8 en los años 70 se quiso continuar la línea desde Nuevos Ministerios en sentido sur, pasando por estaciones como Gregorio Marañón, Colón o Banco de España, hasta Atocha Renfe. Desde esta última se ramificaría en dos hasta llegar a Plaza Elíptica y el barrio de Entrevías, respectivamente.
En la actualidad, este proyecto ha sido sustituido parcialmente en el sur por ampliación de la Línea 11 desde Plaza Elíptica y en su vertiente norte por la integración de la antigua línea 8 en el trayecto de la Línea 10, quedando sólo sin realizar la vertebración Nuevos Ministerios-Entrevías (Vallecas).
En marzo de 2020 se confirmó la ampliación de la línea 5 a la estación de Aeropuerto T1-T2-T3, permitiendo un segundo acceso directo al aeropuerto que aliviaría la línea 8. Según los plazos actuales, esta ampliación sería inaugurada en 2028.
El 7 de julio de 2020 el vicepresidente de la Comunidad de Madrid, Ignacio Aguado, confirmó en una entrevista a Telemadrid la ampliación de la línea 8 hasta Valdebebas a través de un ramal desde la estación de Feria de Madrid, junto a un sistema de BRT. Con una longitud de 4,5 km, el citado ramal tendría cuatro paradas, pasando por la Ciudad de la Justicia, donde habrá un intercambiador, y el Hospital de Emergencias Isabel Zendal. Este proyecto habría sido descartado con el anuncio de ampliación de la Línea 11.
En marzo de 2023, con motivo de las elecciones autonómicas, el candidato del PSOE Juan Lobato sacó a la luz en su programa electoral el proyecto de los años 70 para ampliar la línea 8 desde Nuevos Ministerios hasta el barrio de Entrevías, sirviendo como gran columna vertebral de la red a través del eje Castellana-Recoletos-Prado. Esta ampliación constaría de 7 conexiones con estaciones ya existentes y 5 estaciones nuevas. Se llevaría a cabo en tres fases: la primera en el tramo Ronda del Sur (Entrevías)-Estación del Arte (2024-2027), la segunda Estación del Arte-Nuevos Ministerios (2027-2031) y la tercera hacia el nuevo PAU de Valdecarros (década de 2030) en función de la evolución de este desarrollo urbanístico.